# 吉川史樹
吉川 史樹（よしかわ ふみき、1997年10月18日-）は、日本の元俳優である。NEWSエンターテインメントに所属していた。埼玉県吉川市出身。血液型B型。俳優業引退後は東映に入社し、プロデューサー業を務めている。

## 出演

### テレビドラマ
- アットホーム・ダッド（2004年4月13日 - 6月29日、フジテレビ）杉尾亮太 役
- 大河ドラマ 義経（2005年、NHK）乙若 役
- 特命係長 只野仁 2ndシーズン 第14話（2005年、テレビ朝日）村上武司 役
- 火曜サスペンス劇場 北ホテルIII（2005年3月8日、日本テレビ）丸山亮介 役
- 世にも奇妙な物語（フジテレビ）
  - '05春の特別編 幻の少年（2005年）桐島裕樹 役
  - '06春の特別編 横断歩道（2006年）健二 役
- 曲がり角の彼女（2005年4月19日 - 6月28日、フジテレビ）一条江陸 役
- スローダンス 第5話（2005年8月1日、フジテレビ）
- ボイスレコーダー〜残された声の記録〜ジャンボ機墜落20年目の真実（2005年8月12日、TBS）男の子 役
- 鬼嫁日記 第1話（2005年10月11日、フジテレビ）杉尾亮太 役
- 大奥〜華の乱〜 第5・6話（2005年11月10日・17日、フジテレビ）徳松 役
- かあちゃんが来た（2006年1月、NHK）高桑祐次 役
- 木曜ドラマ 松本清張 けものみち（2006年1月19日 - 3月9日、テレビ朝日）久垣太郎 役
- クロサギ 第1話（2006年4月14日、TBS）子供 役
- 7人の女弁護士（2006年、テレビ朝日）南條宏美の息子 役
- 小児救急カルテ〜いのち110番（2006年5月22日、TBS）天野翔太 役
- 土曜ドラマ ディロン〜運命の犬（2006年5月20日 - 7月1日、NHK）吉岡弘士 役
- ドラマ30 がきんちょ〜リターン・キッズ〜（2006年07月31日 - 9月29日、TBS）田丸謙 役
- 役者魂!（2006年10月17日 - 12月26日、フジテレビ）福田忠太 役
- 恋する日曜日第3シリーズ はじめての恋（全2回）（2007年、BS-i）渡辺（山川）俊太 役
- 感動ドラマ特別企画 マラソン（2007年9月20日、TBS）宮田彰太郎（幼少） 役
- オトコの子育て（2007年、テレビ朝日）矢野健太郎 役
- 土曜ワイド劇場 30周年特別企画 半落ち（2007年12月8日、テレビ朝日）梶俊哉 役
- ハチミツとクローバー（2008年）庄田シゲキ 役
- ありがとう、オカン（2008年10月7日、フジテレビ）高村幸也（幼少） 役
- 愛の劇場 温泉へGo!（2008年、TBS）田中和哉 役
- トミカヒーロー レスキューフォース（2008年、テレビ東京）徹平 役
- パナソニックドラマスペシャル あるがままの君でいて（2008年11月24日、TBS）榎本洋介 役
- アイシテル〜海容〜（2009年、日本テレビ）富田健太 役
- 救命病棟24時（2009年）高村雄太 役
- ゴーストフレンズ 第1話（2009年4月2日、NHK） - 高橋ケンタ 役
- 金曜プレステージ 屋台弁護士III〜燃える屋台!村雨父子絶体絶命!〜（2009年9月11日、フジテレビ）風間駿伍 役
- こちら葛飾区亀有公園前派出所（2009年9月26日、TBS）村瀬賢治（幼少） 役
- 相棒 Season 9 第10話「聖戦」（2011年1月1日、テレビ朝日）富田広人（少年期） 役
- 連続テレビ小説 おひさま（2011年、NHK）筒井一郎 役
- 13歳のハローワーク（2012年1月- 3月、テレビ朝日）沢村豪 役
- GTO 秋も鬼暴れスペシャル（2012年10月2日、フジテレビ）川原 遼一 役
- 科捜研の女 第13シリーズ 第8話（2013年12月12日、テレビ朝日）村園サトル 役

### 映画
- クライマーズ・ハイ（2008年）悠木淳 役
- 沈まぬ太陽（2009年）小山田慎平 役
- オーズ・電王・オールライダー レッツゴー仮面ライダー（2011年）ナオキ 役

## スタッフ参加
- 仮面ライダーギーツ - プロデューサー補、公式サイトの文章も担当
- 爆上戦隊ブンブンジャー - プロデューサー補[注 1]、公式サイトの文章も担当